# Andrews-Überfall

Karte

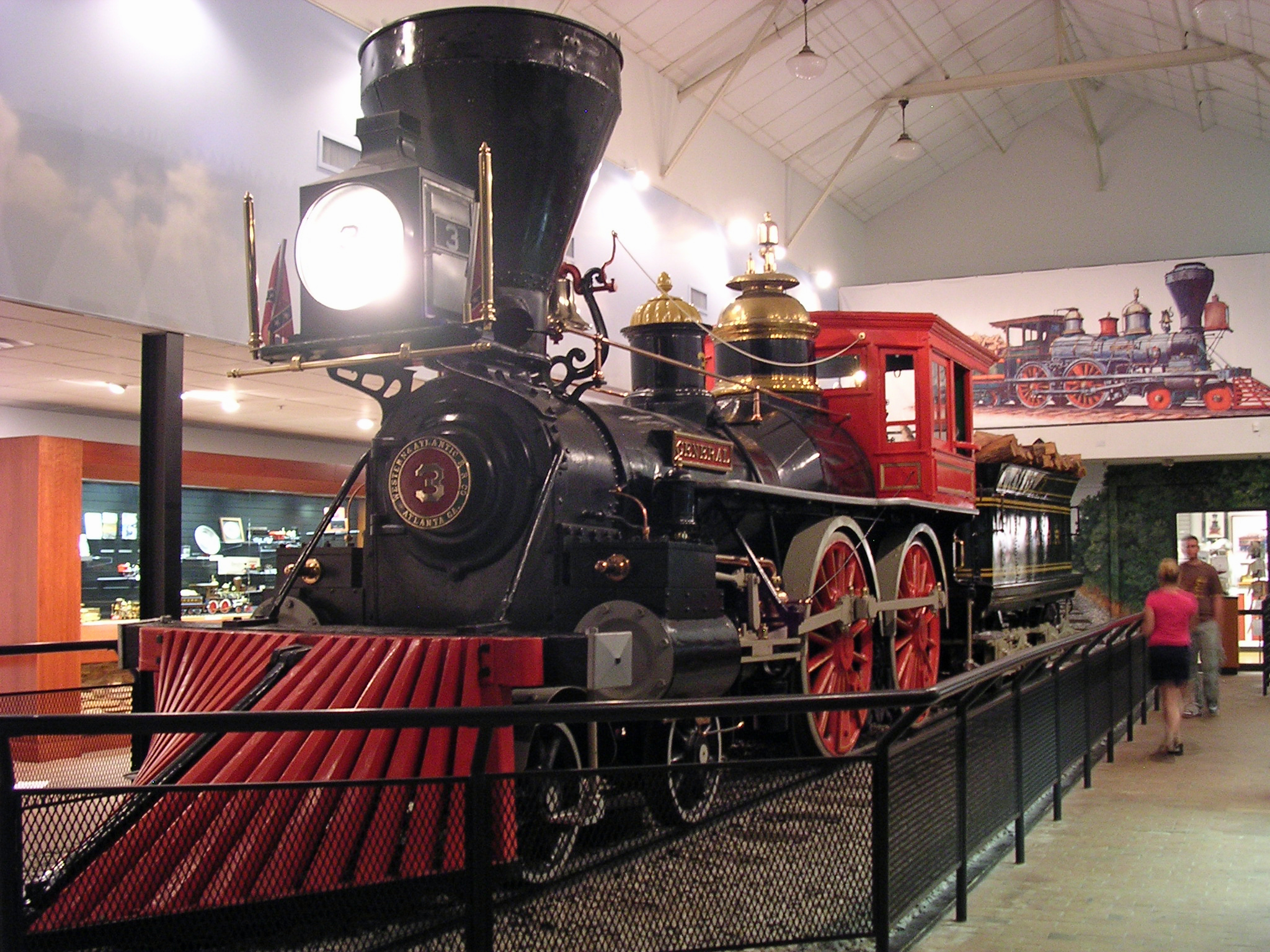
Western and Atlantic Railroad No. 3 The General in einer Ausstellung in Kennesaw, Georgia.

Der Andrews-Überfall (auch „Große Lokomotiv-Jagd“ genannt) war eine Sabotageaktion während des Sezessionskrieges in den USA am 12. April 1862, bei der auf der Bahnstrecke der Western and Atlantic Railroad ein Eisenbahnzug von einer Gruppe Unionssoldaten entführt wurde. Die Absicht war, die Eisenbahnverbindung in die von den Nordstaaten belagerte konföderierte Stadt Chattanooga in Tennessee zu unterbrechen.

## Ablauf
Am 7. April 1862 drangen 24 Mann bei Shelbyville in Tennessee in das von konföderierten Truppen besetzte Gebiet ein. In Marietta, Georgia, bestiegen sie den Zug und im Bahnhof von Big Shanty übernahmen James J. Andrews und 21 weitere Männer in Zivil am 12. April den Zug mit der holzbefeuerten Schlepptenderlokomotive THE GENERAL, der gerade im Ort hielt, damit die Fahrgäste frühstücken konnten. Sie kuppelten die Lokomotive und die dahinter eingereihten drei gedeckten Güterwagen von den Reisezugwagen ab, stiegen in den Führerstand und fuhren mit dem Zug davon. Der Plan war, Telegrafenlinien zu zerschneiden und die Eisenbahnbrücken nach Überquerung durch Brandlegung zu zerstören und so den Nachschub für die Stadt Chattanooga zeitweilig zu unterbrechen.
Sie wurden zunächst von Lokführer William Fuller zu Fuß und mit einer Handhebeldraisine verfolgt. Mithilfe mehrerer Lokomotiven fuhr er ihnen dann ab Etowah hinterher. Wegen des regnerischen Wetters gelang es nicht, die Holzbrücken in Brand zu setzen, sodass das Vorhaben scheiterte. Bei Ringgold in Georgia verließen die Unionssoldaten die nicht mehr funktionstüchtige Lokomotive und flüchteten zu Fuß.

## Verurteilung und Ehrung
Andrews, die anderen 21 Männer und weitere zwei, die nicht rechtzeitig am Bahnhof von Big Shanty eintrafen, wurden gefangen genommen. Andrews wurde am 7. Juni, sieben weitere Männer am 18. Juni in Atlanta wegen Spionage gehängt. Acht Männer konnten vier Monate später aus der Gefangenschaft entkommen und die restlichen acht Männer wurden am 17. März 1863 gegen eigene Kriegsgefangene ausgetauscht.
Die 19 Soldaten bei diesem Unternehmen – Andrews und ein weiterer Mann waren Zivilisten – erhielten am 4. August 1866 die Medal of Honor.
Die Ehrung für John M. Scott lautete beispielsweise: „One of the 19 of 22 men (including 2 civilians) who, by direction of Gen. Mitchell (or Buell), penetrated nearly 200 miles south into enemy territory and captured a railroad train at Big Shanty, Ga., and attempted to destroy the bridges and track between Chattanooga and Atlanta.“

## Die Lokomotive
Die Lokomotive „THE GENERAL“ befindet sich renoviert im Southern Museum of Civil War and Locomotive History in Kennesaw, Georgia. Es gab ihretwegen vor dem US-Supreme Court eine gerichtliche Auseinandersetzung zwischen der Stadt Chattanooga und dem Staat Georgia, die Georgia gewann.

## Verfilmung, Komposition, Literatur, Podcast
- Der General: Eine amerikanische Stummfilmkomödie von Buster Keaton aus dem Jahr 1926.
- The Great Locomotive Chase / In geheimer Mission: Ein Walt-Disney-Film aus dem Jahr 1956.
- The Great Locomotive Chase: Eine Komposition von Robert W. Smith
- Eine Beschreibung des Überfalls von William Pittenger, 1887, der daran beteiligt war.
- Es gibt eine Podcast-Folge aus der Serie Geschichte.fm zum Überfall

## Quelle
1. ↑   Medal of Honor Recipients: SCOTT, JOHN M.